# Kızılcakuyu, Milas
Kızılcakuyu là một xã thuộc huyện Milas, tỉnh Muğla, Thổ Nhĩ Kỳ. Dân số thời điểm năm 2011 là 207 người.